# Xfire
Xfire (wymowa jak „X-Fire”) – darmowy komunikator internetowy i zarazem cały serwis xfire.com, kierowany był głównie do społeczności graczy, korzystających z komputerów osobistych. Unikalność tego komunikatora polega przede wszystkim na tym, iż potrafił on wykryć grę, w jaką w danej chwili gra użytkownik i oferował bardzo przydatne funkcje użytkowe z tym związane (m.in. służył jako przeglądarka serwerów gier). Dostępny na system operacyjny Microsoft Windows, rozpowszechniany na licencji własnościowej. Xfire został pierwotnie opracowany przez Ultimate Arena z siedzibą w Menlo Park w Kalifornii. Xfire miał ponad 19 milionów zarejestrowanych użytkowników, z czego średnio 200 000 było jednocześnie zalogowanych. Przeciętnie w ciągu jednego dnia do komunikatora logowało się 0,3–1,5 miliona użytkowników.

## Historia
Komunikator Xfire należy do firmy Xfire, Inc., mającej siedzibę w Menlo Park w Stanach Zjednoczonych. 25 kwietnia 2006 Xfire został wykupiony przez Viacom za sumę 102 milionów dolarów.
2 sierpnia 2010 roku Xfire został ponownie przejęty, tym razem przez spółkę Titan Gaming, która w wyniku tego zwolniła prawie cały ówczesny skład tworzący i odpowiedzialny za komunikator (w tym założycieli, głównych twórców, menadżerów itd.). Ze starej ekipy (Viacom) pozostały tylko 4 osoby. Titan Gaming pragnie połączyć komunikator ze swoją własną platformą, aby zwiększyć sprzedaż cyfrową gier.
12 czerwca 2015 roku po 12 latach oficjalnie skończyło się wsparcie dla komunikatora Xfire, a w 2016 roku cały serwis został zamknięty.

## Serwis
Na oficjalnej stronie Xfire można było zobaczyć wszelkie statystyki związane z graniem. Poza godzinami spędzonymi na graniu przez poszczególnych użytkowników zbierane były tam także zrzuty ekranu i filmy z gier komputerowych tworzone przez użytkowników. Serwis Xfire prowadził także różnego rodzaju debaty oraz ankiety związane z grami i platformami do grania.
Xfire wpowadził serwis Live Stream pozwalający oglądać transmisje na żywo z rozgrywek innych użytkowników.
Na stronie znajdowała się również lista gier posortowana według ilości czasu spędzonego przez wszystkich graczy, gdzie na pierwszym miejscu przez długi czas był World of Warcraft. W 2011 roku następowały już częstsze zmiany w czołówce, na pierwsze miejsce wysuwały się takie gry jak: Call of Duty 4: Modern Warfare czy League of Legends. W kolejnych latach w czołówce najczęściej granych gier były pozycje wymienione wyżej oraz: Call of Duty 2, Call of Duty: Modern Warfare 2, StarCraft, Battlefield: Bad Company 2 i Grand Theft Auto: San Andreas. W statystykach są umieszczone również informacje dotyczące najwyższej pozycji na liście w historii danej gry.

### Funkcje programu
- Obsługa ponad 2100 gier[8].
- Komunikator internetowy, w tym oferujący możliwość rozmów w czasie gry oraz możliwość czatu głosowego.
- Możliwość rozmowy z wieloma użytkownikami w tym samym czasie.
- Możliwość podglądu grających znajomych twojego znajomego.
- Licznik czasu gry, obliczenia prowadzone osobno dla każdej gry pokazywane są w godzinach.
- Statystyki gry, obecnie w wersji dostępne są statystyki dla wielu gier FPS.
- Przydatna dla graczy wyszukiwarka serwerów.
- System pozwalający na śledzenie dodanych znajomych, w tym możliwość dołączenia do gry, w którą obecnie grają.
- Możliwość pobierania najnowszych darmowych gier, plików związanych z grami, w tym łat, modów, dem i dodatków.
- Obsługa wtyczek.
- Zaawansowane opcje graficzne, w tym obsługa skinów.
- Możliwość sprawdzania pingów na różnych serwerach.
- Możliwość stworzenia własnego klanu w bazie portalu Xfire. System podlicza wspólny czas gry w ciągu tygodnia w 10 ulubionych grach, w które aktualnie drużyna gra, a także dodaje wszystkie przegrane godziny całej społeczności klanu.
- Możliwość założenia forum lub własnej strony, która służy podobnie jak MySpace do pisania newsów itp.
- Możliwość robienia zrzutów ekranów z gier wykrytych przez Xfire.
- Możliwość nagrywania filmów w czasie grania.
- Możliwość tworzenia transmisji na żywo.
- Możliwość przesyłania plików do znajomych.
- Przeglądarka umożliwiająca surfowanie po Internecie w trakcie gry.